# Municipio Querétaro
Koordinaten: 20° 38′ N, 100° 22′ W
Querétaro ist ein Municipio im gleichnamigen mexikanischen Bundesstaat Querétaro. Das Municipio umfasst eine Fläche von 685,9 km². Im Jahr 2010 hatte das Municipio Querétaro eine Bevölkerung von 801.940 Einwohnern.
Verwaltungssitz und einwohnerreichster Ort des Municipios ist Santiago de Querétaro, die Hauptstadt des Bundesstaats. Das Municipio bildet das Zentrum der Zona Metropolitana de Querétaro und ist das einwohnerstärkste im Bundesstaat.
Im Municipio liegt der Nationalpark Cerro de las Campanas und ein Teil des Nationalparks El Cimatario.

## Geographie
Das Municipio Querétaro liegt im Westen des Bundesstaats Querétaro auf einer Höhe zwischen 1700 m und 2800 m. Es zählt zu 91 % zur physiographischen Provinz der Sierra Volcánica Transversal und zu 9 % in der Mesa del Centro. Das Municipio entwässert zur Gänze über den Río Laja und weiter über den Río Lerma in den Pazifik. Vorherrschende Gesteinstypen sind die magmatischen Extrusivgesteine Basalt (28 %), und Andesit (24 %) bei je etwa 10 % Alluvialboden und Tuff sowie 8 % Sandstein-Konglomerat. Bodentyp von 60 % des Municipios ist der Vertisol, gefolgt von 18 % Phaeozem. Mehr als 42 % der Gemeindefläche werden ackerbaulich genutzt, etwa 24 % sind bewaldet, 16 % sind urbane Gebiete, 11 % werden von Gestrüpplandschaft eingenommen.
Das Municipio Querétaro grenzt an die Municipios El Marqués, Corregidora und Huimilpan sowie an den Bundesstaat Guanajuato.

## Bevölkerung
Beim Zensus 2010 wurden im Municipio 801.940 Menschen in  202.791 Wohneinheiten gezählt. Davon wurden 4.267 Personen als Sprecher einer indigenen Sprache registriert, darunter 1.321 Sprecher des Otomí und 880 Sprecher des Nahuatl. Gut 3 % der Bevölkerung waren Analphabeten. 362.595 Einwohner wurden als Erwerbspersonen registriert, wovon ca. 61 % Männer bzw. 4,7 % arbeitslos waren. 3,3 % der Bevölkerung lebten in extremer Armut.

## Orte
Das Municipio Querétaro umfasst 272 bewohnte localidades, von denen die 16 größten vom INEGI als urban klassifiziert sind. 18 Orte wiesen beim Zensus 2010 eine Einwohnerzahl von über 2000 auf, weitere 20 Orte hatten zumindest 1000 Einwohner, 149 Orte hatten weniger als 100 Einwohner. Die größten Orte sind:
| Ort                                   | Einwohner |
| Santiago de Querétaro                 | 626.495   |
| Santa Rosa Jáuregui                   | 018.505   |
| San José el Alto                      | 014.094   |
| Juriquilla                            | 013.309   |
| San Pedro Mártir                      | 011.552   |
| Santa María Magdalena                 | 009.099   |
| El Salitre                            | 004.408   |
| Tlacote el Bajo                       | 004.396   |
| Buenavista                            | 004.115   |
| Pie de Gallo                          | 004.089   |
| La Solana                             | 003.871   |
| Montenegro                            | 003.844   |
| La Gotera                             | 003.536   |
| Colinas de Santa Cruz Segunda Sección | 003.326   |
| San Miguelito                         | 003.133   |
| Puerto de Aguirre                     | 002.678   |
| El Nabo                               | 002.448   |
| Paseos del Pedregal                   | 002.432   |